# Примак, Артём Алексеевич
Артём Алексеевич Примак (14 января 1993 года) — российский легкоатлет, специализирующийся на прыжках в длину. Ранее также выступал в тройном прыжке и беге на короткие дистанции. Трёхкратный чемпион России (2017, 2019). Чемпион России в помещении 2017. Мастер спорта России международного класса (2018).

## Карьера
Дебютировал на международной арене в 2012 году на чемпионате мира среди юниоров, где занял второе место. В 2013 году на чемпионате Европы среди молодёжи стал бронзовым призёром.

## Основные результаты

### Международные
| Год  | Соревнования                    | Место проведения   | Место | Дисциплина     | Результат |
| ---- | ------------------------------- | ------------------ | ----- | -------------- | --------- |
| 2012 | Чемпионат мира среди юниоров    | Барселона, Испания | 2     | тройной прыжок | 16,60 м   |
| 2013 | Чемпионат Европы среди молодёжи | Тампере, Финляндия | 3     | тройной прыжок | 16,49 м   |

### Национальные
| Год  | Соревнования                 | Место проведения | Место | Дисциплина     | Результат |
| ---- | ---------------------------- | ---------------- | ----- | -------------- | --------- |
| 2013 | Чемпионат России в помещении | Москва           | 8     | тройной прыжок | 15,79 м   |
| 2013 | Чемпионат России             | Москва           | 4     | тройной прыжок | 16,62 м   |
| 2015 | Чемпионат России в помещении | Москва           | 5     | тройной прыжок | 16,30 м   |
| 2016 | Чемпионат России             | Чебоксары        | 3     | эст. 4×100 м   | 40,48     |
| 2016 | Чемпионат России             | Чебоксары        | 9     | прыжок в длину | 7,59 м    |
| 2017 | Чемпионат России в помещении | Москва           | 1     | прыжок в длину | 8,21 м    |
| 2017 | Чемпионат России             | Жуковский        | 1     | прыжок в длину | 8,22 м    |
| 2017 | Чемпионат России             | Жуковский        | 1     | тройной прыжок | 17,17 м   |
| 2018 | Чемпионат России в помещении | Москва           | 2     | прыжок в длину | 8,02 м    |
| 2018 | Чемпионат России             | Казань           | 5     | прыжок в длину | 7,64 м    |
| 2019 | Чемпионат России в помещении | Москва           | 3     | прыжок в длину | 7,76 м    |
| 2019 | Чемпионат России             | Чебоксары        | 1     | прыжок в длину | 8,01 м    |